# 황기환
황기환(黃玘煥, 1886년 4월 4일 ~ 1923년 4월 17일)은 한국의 독립운동가이다.

## 생애 및 활동
1904년, 대한제국에서 미국으로 떠났다.
1917년, 제1차 세계대전에 미군으로서 참전해 유럽 전선에서 중상자 구호 활동을 했다.

1919년, 파리 강화회의에 한국의 독립을 청원하기 위해 파견된 한인 대표단들. 앞줄 오른쪽 끝이 김규식 임시정부 외무총장, 앞줄 왼쪽 끝이 여운홍, 뒷줄 왼쪽 두번째가 이관용 파리위원부 부의원장, 세번째가 조소앙, 뒷즐 오른쪽 끝이 황기환 서기장.

1919년, 제1차 세계대전의 종전 후 프랑스 파리로 향한 그는 대한 임시정부의 파리위원부 서기장으로서의 활동을 시작으로 독립운동을 시작했다. 이후 프랑스와 영국, 뉴욕을 주로 돌아다니며 대한 임시정부와 유럽 간의 외교 업무를 맡아 활동했다.
1923년, 미국 뉴욕에서 심장마비로 사망했다.

### 봉환
2008년, 황기환의 묘가 미국 뉴욕의 퀸즈 메스페스에 있는 마운트 올리벳 공동묘지에서 발견되었다. 발견자는 장철우 문화재찾기 한민족네트워크 뉴욕 지회장과 그 일행으로 '뉴욕한인교회 70년사'라는 책에서 한인교회 초창기 무렵, 한인 노동자들이 마운트 올리벳 공동묘지에 묻혔다는 기록을 보고 수색에 나선 것이 계기였다.
국가보훈처는 2013년부터 황기환의 유해를 한국으로 모셔와 현충원에 안장하기로 하였으나 오랫동안 진척이 더디었다. 미국법에 유해를 해외로 이장하기 위해서는 유족의 동의가 필요하나 황지사는 미혼으로 자손을 남기지 않아 동의를 구할 유족이 없으며 유족의 정보가 부족했다. 때문에 유족의 동의 대신 미국 법원의 봉환 허가를 받기 위해 한국 정부는 미 정부와 장기간 법적 절차를 밟았다.
황 지사의 서거 100주기가 되는 2023년, 유해 봉환 되었다.

## 기타
드라마 미스터 선샤인 주연의 모티브로서 재조명 받았다.

## 상훈
1995년, 건국훈장 애국장을 추서 받았다.